# مرام (ترکیه)
مرام (به ترکی استانبولی: Meram) یک منطقهٔ مسکونی در ترکیه است که در استان قونیه واقع شده‌است. مرام ۱٬۰۳۷ متر بالاتر از سطح دریا واقع شده‌است.